# Chad Lindberg
Chad Tyler Lindberg (Mount Vernon, 1 november 1976) is een Amerikaans acteur. Hij maakte in 1995 zijn film- en acteerdebuut als Burger Boss in de filmkomedie Born to Be Wild.

## Filmografie
*Exclusief televisiefilms
- Decoding Annie Parker (2013)
- In the Gray (2012)
- MoniKa (2012)
- Alex Cross (2012)
- Should've Been Romeo (2012)
- Black Velvet (2011)
- I Spit on Your Grave (2010)
- Once Fallen (2010)
- Crimes of the Past (2009)
- The Other Side of the Tracks (2008)
- Push (2006)
- Punk Love (2006)
- Adam and Eve (2005)
- The Last Samurai (2003)
- The Failures (2003)
- A Midsummer Night's Rave (2002)
- The Rookie (2002)
- The Flats (2002)
- The Fast and the Furious (2001)
- The White River Kid (1999)
- October Sky (1999)
- The Velocity of Gary (1998)
- City of Angels (1998)
- Mercury Rising (1998)
- Black Circle Boys (1997)
- Born to Be Wild (1995)

## Televisieseries
*Exclusief eenmalige verschijningen
- Blue - Sam (2014, twee afleveringen)
- "Castle" Seizoen 5 aflevering 3 - Marco (2012)
- Supernatural - Ash (2006-2010, vijf afleveringen)
- CSI: NY - Chad Willingham (2005, vijf afleveringen)
- Ryan Caulfield: Year One - Phil 'H' Harkins (1999, twee afleveringen)
- ER - Jad Houston (1997, twee afleveringen)
- Sons of anarchy - season 2 (2009) episode 3 "fix" (September 22, 2009)  he was a meth dealer

- Biblioteca Nacional de España: XX1791968
- Gemeinsame Normdatei: 101924125X
- International Standard Name Identifier: 0000 0001 1462 4138
- Library of Congress Control Number: no2004015635
- Nationale Bibliotheek van Tsjechië: xx0098230
- Nationale Bibliotheek van Israël: 987007440181405171
- Virtual International Authority File: 90620403
- WorldCat: E39PBJtrYwVC4PgQj4hj7KBVmd